# Ларрі Дрейк
Ларрі Річард Дрейк (англ. Larry Richard Drake; 21 лютого 1950 — 17 березня 2016) — американський актор.

## Біографія
Ларрі Дрейк народився 21 лютого 1950 року в місті Талса, штат Оклахома. Батько Реймонд Дрейк — інженер нафтової компанії, мати Лоррейн Дрейк — домогосподарка. Закінчивши Університет Оклахоми, Дрейк переїхав в Даллас, де виступав у регіональному театрі. Зрештою, через гостру туги за рідною академією, де він хотів працювати викладачем, Дрейк пішов на прослуховування в театральну програму для випускників, де йому порадили стати професійним актором. Натхнений, він переїхав до Лос-Анджелесу в 1980 році і незабаром влаштувався на роботу в прославлений театр «Old Globe Theatre» в Сан Дієго, де працював протягом чотирьох років. У той же час у нього з'явилася можливість отримувати невеликі ролі у фільмах, таких як «Темна ніч лякала», «Малюк-каратист». Найвідомішою його роллю є м'який, слабкий духом Бенні з серіалу «Закон Лос-Анджелеса», якого він грав з 1987 року і аж до закриття шоу в 1994 році. За цю роботу він виграв дві премії «Еммі» (1988, 1989) і тричі номінувався на «Золотий глобус». Він повернувся до цієї ролі в 2002 році, коли вийшло продовження — телефільм «Закон Лос-Анжелеса». Завоювавши популярність, Дрейк знімється у цікавій ролі кримінального боса-садиста Роберта Дюрана у фільмі «Людина темряви», та його продовженні «Людина темряви 2». Він також втілив образ жорстокого психопата у фільмі «Доктор жартівник» і заможного власника плантацій, який шукає рабиню що втекла, у фільмі «Подорож Августа Кінга».
Дрейк відомий і за іншими фільмами та серіалами, у тому числі «Байки зі склепу», «Зоряний шлях: Вояжер», «Зоряна брама: SG-1», «Клієнт завжди мертвий», «Світляк», «Нічна посилка», «Острів фантазій», «Доктор жартівник», «Розслідування Джордан», «Бін», «Американський пиріг 2». Також озвучував персонажів з мультсеріалів «Бетмен майбутнього», «Джонні Браво», «Ліга Справедливості» та інших.
Був одружений з акторкою Рут де Соса з 15 жовтня 1989 по 1991 рік.
Помер 17 березня 2016 року в Лос-Анджелесі.

## Фільмографія
| Рік       |    | Українська назва                                       | Оригінальна назва                                      | Роль                                 |
| --------- | -- | ------------------------------------------------------ | ------------------------------------------------------ | ------------------------------------ |
| 1971      | ф  | Ця штука вб'є тебе!                                    | This Stuff'll Kill Ya!                                 | Бубба                                |
| 1975      | ф  |                                                        | Truckin' Man                                           | Дизель Джо                           |
| 1976      | ф  |                                                        | Date with a Kidnapper                                  | черговий                             |
| 1976      | ф  | Електричний стілець                                    | The Electric Chair                                     | спостерігач у суді                   |
| 1978      | ф  | Старшокурсники                                         | The Seniors                                            | монтажник                            |
| 1980      | ф  | Бійка в Бетл-Крік                                      | Battle Creek Brawl                                     | суддя 1                              |
| 1981      | ф  | Білі леви                                              | The White Lions                                        | Фіск                                 |
| 1981      | тф | Темна ніч лякала                                       | Dark Night of the Scarecrow                            | Бубба Ріттер                         |
| 1983      | с  | Американський театр                                    | American Playhouse                                     | Гомер                                |
| 1983      | с  | Гардкасл і МакКормік                                   | Hardcastle and McCormick                               | Джессі Робертс                       |
| 1983      | в  | Приборкання норовливої                                 | The Taming of the Shrew                                | Баптиста                             |
| 1984      | ф  | Малюк-каратист                                         | The Karate Kid                                         | Ягу 1                                |
| 1986      | ф  | Дамський клуб                                          | The Ladies Club                                        | поліцейський 2                       |
| 1986      | с  | Кодекс помсти                                          | Code of Vengeance                                      | Джек Фергюсен                        |
| 1987      | с  | Мисливець                                              | Hunter                                                 | Кіркланд                             |
| 1987—1994 | с  | Закон Лос-Анжелеса                                     | L.A. Law                                               | Бенні Стулвіч                        |
| 1988      | с  | Перевертень                                            | Werewolf                                               | Junkyard Owner                       |
| 1988      | ф  | Чи надовго?                                            | For Keeps?                                             | нічний клерк                         |
| 1988      | тф | Занадто добре, щоб бути правдою                        | Too Good to Be True                                    | Глен Робі                            |
| 1989      | тф | О, Генрі!                                              | Oh, Henry!                                             | Генрі                                |
| 1989—1990 | с  | Байки зі склепу                                        | Tales from the Crypt                                   | Тобіас / Санта                       |
| 1990      | ф  | Людина темряви                                         | Darkman                                                | Роберт Дюран                         |
| 1991      | тф | Убивство в Нью-Гемпширі: Історія Памели Смарт          | Murder in New Hampshire: The Pamela Wojas Smart Story  | Марк Сісті                           |
| 1991—1993 | мс | Легенда про принца Валіанта                            | The Legend of Prince Valiant                           |                                      |
| 1992      | ф  | Доктор жартівник                                       | Dr. Giggles                                            | доктор Еван Ренделл                  |
| 1992      | ф  | Сліпий Джеронімо і його брат                           | Blind Geronimo and His Brother                         |                                      |
| 1994      | тф | Ще одна гора                                           | One More Mountain                                      | Патрік Брін                          |
| 1995      | в  | Людина темряви 2                                       | Darkman II: The Return of Durant                       | Роберт Дюран                         |
| 1995      | ф  | Подорож Августа Кінга                                  | The Journey of August King                             | Олаф Сінглетері                      |
| 1995      | с  | За межею можливого                                     | The Outer Limits                                       | Роберт Вітале                        |
| 1995      | с  | Гола правда                                            | The Naked Truth                                        | доктор Брайс Фромм                   |
| 1996      | мс |                                                        | Road Rovers                                            | капітан Захарі Сторм                 |
| 1996      | мс | Супермен                                               | Superman                                               | містер Ілан                          |
| 1996      | тф | Звір                                                   | The Beast                                              | Лукас Ковен                          |
| 1997      | ф  | Бін                                                    | Bean                                                   | Елмер                                |
| 1997      | с  | Пістолет мерця                                         | Dead Man's Gun                                         | Сем Роллер                           |
| 1998      | с  | Шпигунські ігри                                        | Spy Game                                               | Лео Людвіг                           |
| 1998      | с  | Здобич                                                 | Prey                                                   | доктор Волтер Еттвуд                 |
| 1998      | с  | Острів фантазій                                        | Fantasy Island                                         | Білл Теркен                          |
| 1998      | ф  | Нічна посилка                                          | Overnight Delivery                                     | Гел Іпсвіч                           |
| 1998      | ф  | Параноя                                                | Paranoia                                               | Келвін Гоукс                         |
| 1998      | ф  | Насолода                                               | The Treat                                              | Рей                                  |
| 1999      | мф | Бетмен майбутнього: Фільм                              | Batman Beyond: The Movie                               | Джексон Чаппелл                      |
| 1999      | мс | Бетмен майбутнього                                     | Batman Beyond                                          | Джексон Чаппелл                      |
| 1999—2004 | мс | Джонні Браво                                           | Johnny Bravo                                           | Попс                                 |
| 1999      | ф  | Інферно                                                | Inferno                                                | Ретсі Гоган                          |
| 1999      | ф  | Вперед у минуле                                        | Durango Kids                                           | Дадлі                                |
| 2000      | ф  | Час її розквіту                                        | Time of Her Time                                       | доктор Джойс                         |
| 2000      | ф  | Пошук у часі                                           | Timequest                                              | Едгар Гувер                          |
| 2000      | тф | Вислизаючий вірус                                      | Runaway Virus                                          | доктор Гріггс                        |
| 2000      | с  |                                                        | The Fearing Mind                                       | поліцейський Гупер                   |
| 2000      | с  | Зоряний шлях: Вояжер                                   | Star Trek: Voyager                                     | Челлік                               |
| 2001      | с  | Американський пиріг 2                                  | American Pie 2                                         | тато Наталі                          |
| 2001      | с  | Зоряна брама: SG-1                                     | Stargate SG-1                                          | Баррок                               |
| 2001      | с  | Злодії                                                 | Thieves                                                | Роберт Вентана                       |
| 2001      | ф  | Лабіринти темряви                                      | Dark Asylum                                            | Трешер                               |
| 2002      | ф  | Вищий пілотаж                                          | Spun                                                   | доктор К                             |
| 2002      | тф | Закон Лос-Анжелеса                                     | L.A. Law: The Movie                                    | Бенні Стулвіч                        |
| 2002      | с  | Як говорить Джинджер                                   | As Told by Ginger                                      | доктор Вейнштейн                     |
| 2002      | с  | Клієнт завжди мертвий                                  | Six Feet Under                                         | інспектор Герсон                     |
| 2002      | с  | Таємниці Ніро Вульфа                                   | A Nero Wolfe Mystery                                   | Гакетт                               |
| 2002      | с  | Світляк                                                | Firefly                                                | сер Ворвік Гарров                    |
| 2003      | с  | Розслідування Джордан                                  | Crossing Jordan                                        | Том                                  |
| 2003      | мс | Ліга Справедливості                                    | Justice League                                         | Полковник Вокс                       |
| 2004      | мс | Що нового, Скубі-Ду?                                   | What's New, Scooby-Doo?                                | Мосс Т. Мейстер / Скубі Снакс монстр |
| 2005      | кф | Дженні говорить                                        | Jenny Says                                             | доктор Вейнгауз                      |
| 2005      | тф | Офіцер убивчого відділу                                | Officer Down                                           | капітан Реймонд Таггарт              |
| 2005      | тф | Місіс Гарріс                                           | Mrs. Harris                                            | Гарріс                               |
| 2005      | ф  | Я помщуся за тебе, Яго!                                | I Will Avenge You, Iago!                               | Доглядач                             |
| 2006      | ф  | Живучи мрією                                           | Living the Dream                                       | Річард                               |
| 2006      | ф  |                                                        | Love Hollywood Style                                   | Волтер                               |
| 2006      | с  | Сьоме небо                                             | 7th Heaven                                             | містер Райлі                         |
| 2006      | в  | Переполох в гуртожитку 2                               | Dorm Daze 2                                            | Драєр                                |
| 2007      | тф | Грифон                                                 | Gryphon                                                | Арманд                               |
| 2008      | ф  | Патологія                                              | Pathology                                              | Fat Bastard                          |
| 2008      | с  | Юристи Бостона                                         | Boston Legal                                           | Люк Бернар                           |
| 2008      | вг | Star Wars: The Force Unleashed                         | Star Wars: The Force Unleashed                         | Каздан Паратус                       |
| 2009      | вг | Star Wars: The Force Unleashed — Ultimate Sith Edition | Star Wars: The Force Unleashed — Ultimate Sith Edition | Каздан Паратус                       |
| 2009      | мф | Зелений Ліхтар: Перший політ                           | Green Lantern: First Flight                            | Гантет                               |
| 2009      | ф  | Зомбі. FM                                              | Dead Air                                               | Вернон                               |